# Egentlige høge
Accipiter er en slægt af fugle i høgefamilien med omkring 50 arter, der tilsammen er udbredt over næsten hele verden bortset fra Antarktis. Kun duehøg (Accipiter gentilis) og spurvehøg (Accipiter nisus) er kendt fra Danmark.
Rovfugle i slægten Accipiter er små eller middelstore fugle, der især lever af at jage andre fugle. I modsætning til hos falkene tages disse dog normalt ikke direkte i luften. Vingerne er korte, mens halen er lang. Føddernes tarse er lang.

## Arter
- Dværgspurvehøg, Accipiter superciliosus
- Ringspurvehøg, Accipiter collaris
- Toppet duehøg, Accipiter trivirgatus
- Sulawesiduehøg, Accipiter griseiceps
- Gråbuget duehøg, Accipiter poliogaster
- Rødbrystet duehøg, Accipiter toussenelii
- Sorthvid duehøg, Accipiter tachiro
- Rustflanket spurvehøg, Accipiter castanilius
- Shikra, Accipiter badius
- Nicobarspurvehøg, Accipiter butleri
- Balkanhøg, Accipiter brevipes
- Paddespurvehøg, Accipiter soloensis
- Rødbåndet spurvehøg, Accipiter francesiae
- Sulawesispurvehøg, Accipiter trinotatus
- Lys duehøg, Accipiter novaehollandiae
- Variabel duehøg, Accipiter hiogaster
- Australsk duehøg, Accipiter fasciatus
- Rødbuget duehøg, Accipiter melanochlamys
- Hvidstrubet duehøg, Accipiter albogularis
- Ny caledonisk duehøg, Accipiter haplochrous
- Fijiduehøg, Accipiter rufitorques
- Molukduehøg, Accipiter henicogrammus
- Blågrå spurvehøg, Accipiter luteoschistaceus
- Imitatorspurvehøg, Accipiter imitator
- Gråhovedet duehøg, Accipiter poliocephalus
- Blygrå duehøg, Accipiter princeps
- Rødbenet spurvehøg, Accipiter erythropus
- Afrikansk spurvehøg, Accipiter minullus
- Japansk spurvehøg, Accipiter gularis
- Besra, Accipiter virgatus
- Lille spurvehøg, Accipiter nanus
- Molukspurvehøg, Accipiter erythrauchen
- Australsk spurvehøg, Accipiter cirrocephalus
- Rødnakket spurvehøg, Accipiter brachyurus
- Rosenbrystet spurvehøg, Accipiter rhodogaster
- Madagaskarspurvehøg, Accipiter madagascariensis
- Ovampospurvehøg, Accipiter ovampensis
- Spurvehøg, Accipiter nisus
- Brunbrystet spurvehøg, Accipiter rufiventris
- Amerikansk spurvehøg, Accipiter striatus
- Hvidbuget spurvehøg, Accipiter chionogaster
- Mørkrygget spurvehøg, Accipiter ventralis
- Rødlåret spurvehøg, Accipiter erythronemius
- Gråkronet duehøg, Accipiter cooperii
- Cubaduehøg, Accipiter gundlachi
- Trefarvet spurvehøg, Accipiter bicolor
- Chilehøg, Accipiter chilensis
- Afrikansk skovhøg, Accipiter melanoleucus
- Madagaskarduehøg, Accipiter henstii
- Duehøg, Accipiter gentilis
- Papuaduehøg, Accipiter meyerianus